# بيرغر سوبيرغ
بيرغر سوبيرغ (بالسويدية: Birger Sjöberg)‏ هو صحفي وكاتب وملحن وكاتب أغاني ومغني وشاعر سويدي، ولد في 6 ديسمبر 1885 في Vänersborg ‏ في السويد، وتوفي في 30 أبريل 1929 في فاكسيو في السويد بسبب ذات الرئة.

## معرض صور

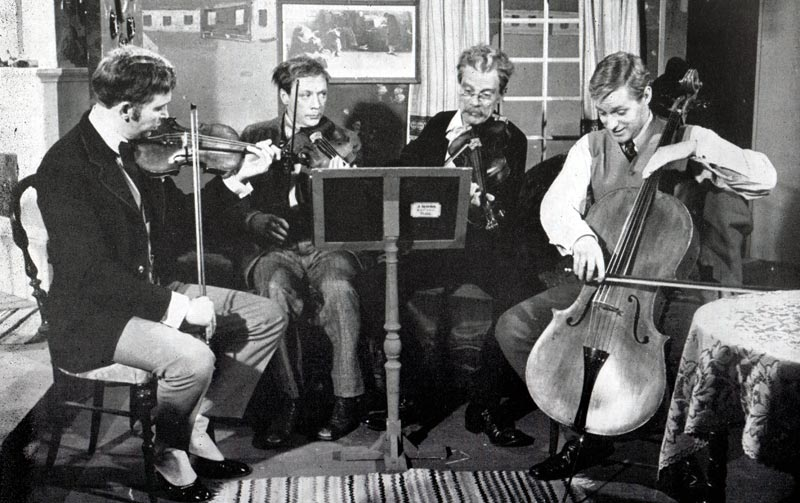
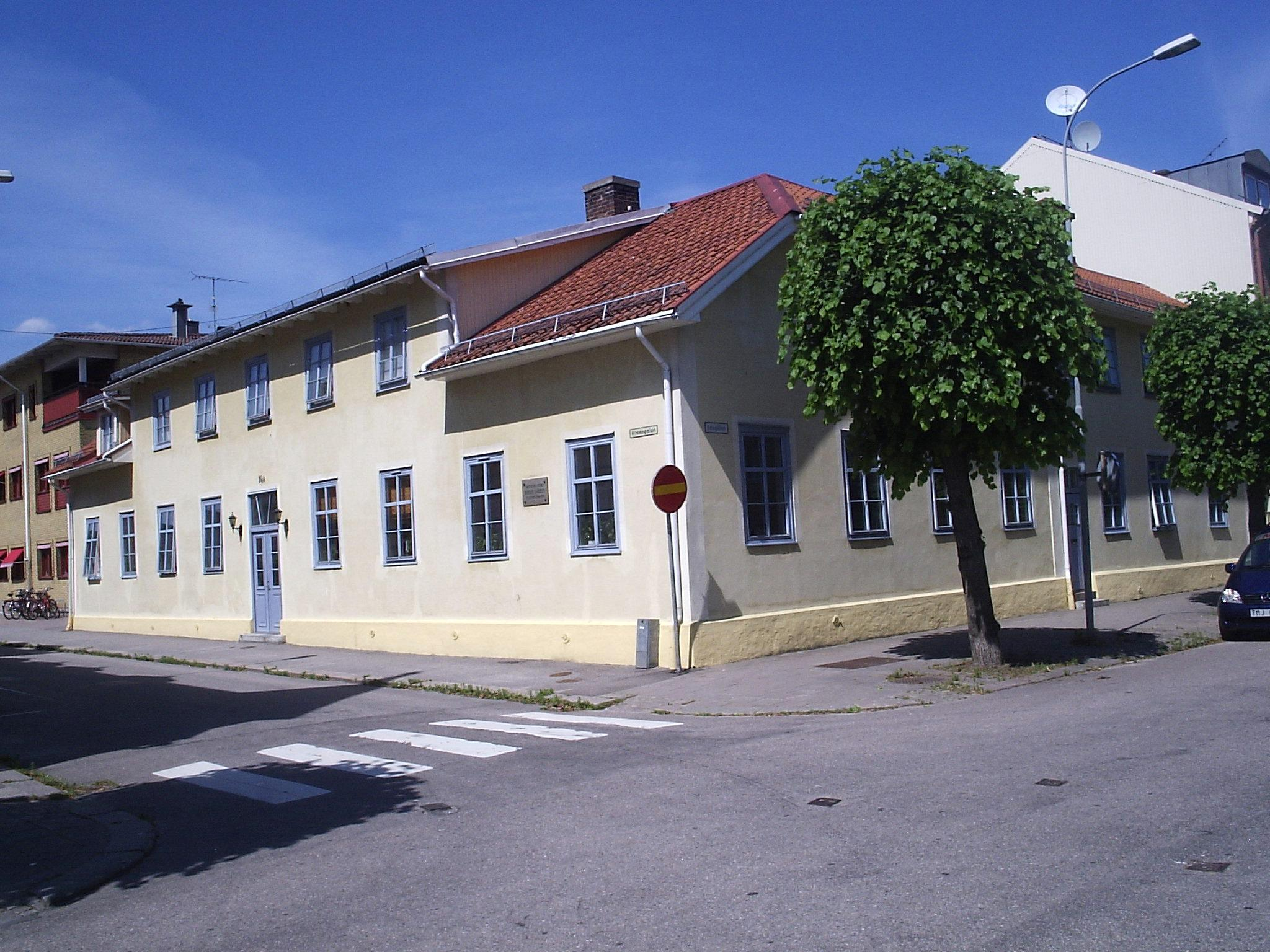
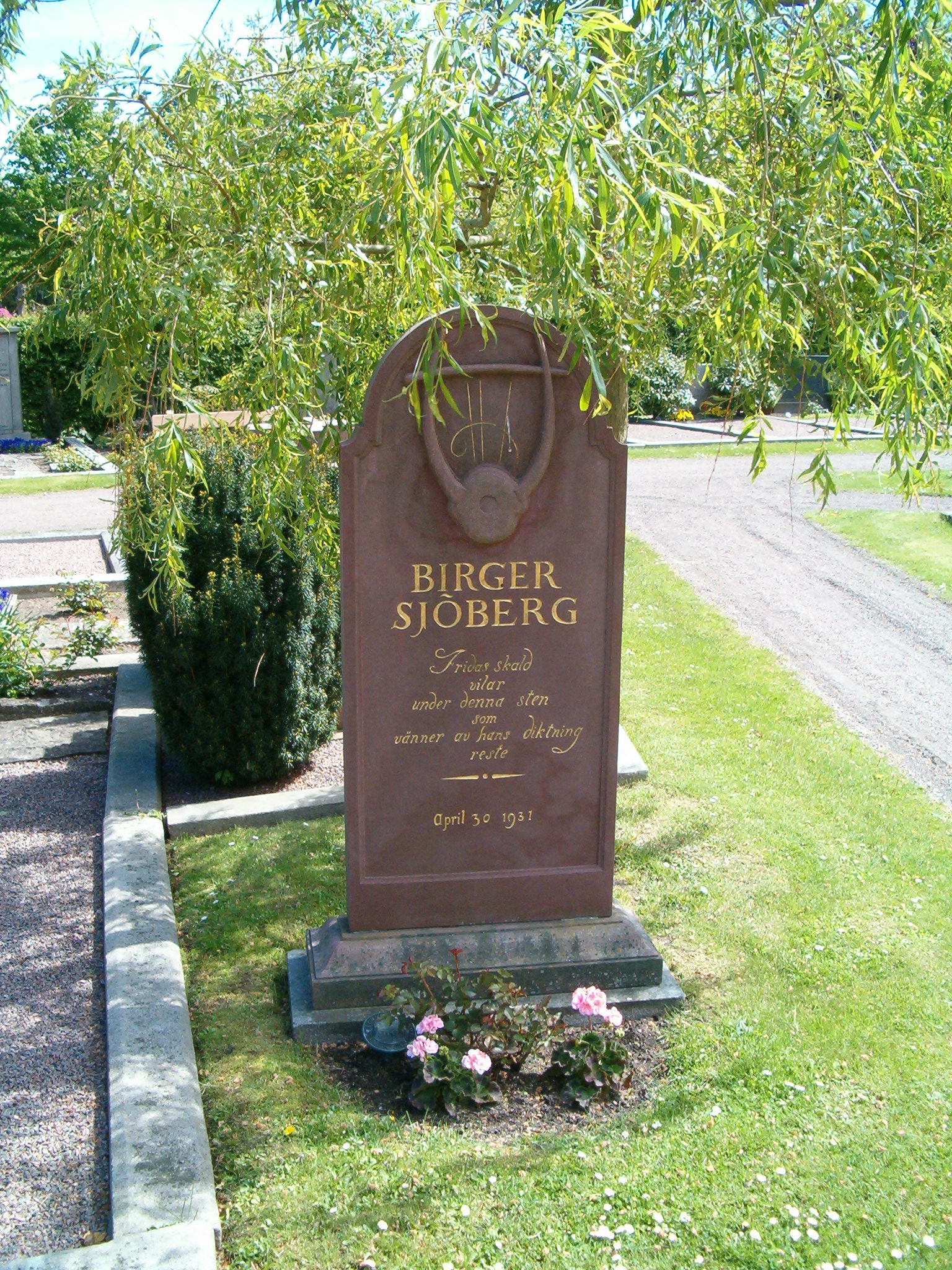

## وصلات خارجية
- بيرغر سوبيرغ على موقع IMDb (الإنجليزية)
- بيرغر سوبيرغ على موقع الموسوعة البريطانية (الإنجليزية)
- بيرغر سوبيرغ على موقع ميوزك برينز (الإنجليزية)
- بيرغر سوبيرغ على موقع ديسكوغز (الإنجليزية)